# Aleksandr Dovbnja (calciatore 1996)
Aleksandr Evgen'evič Dovbnja (in russo Александр Евгеньевич Довбня?; Mosca, 14 febbraio 1996) è un ex calciatore russo, di ruolo difensore.

## Carriera

### Club
È cresciuto nelle giovanili della Lokomotiv Mosca.

### Nazionale
Nel 2013 ha vinto gli Europei Under-17.

## Palmarès

### Club

#### Competizioni nazionali
- Pervenstvo Futbol'noj Nacional'noj Ligi: 1

Rotor: 2019-2020